# Regierung Antonín Švehla II
Die Regierung Antonín Švehla II war die siebte Regierung der Tschechoslowakei in der Zeit zwischen den Weltkriegen. Sie war vom 9. Dezember 1925 bis zum 18. März 1926 im Amt. Ihr folgte die Regierung Jan Černý II.

## Regierungsmitglieder
| Ressort                                                       | Name                       | Amtszeit                          |
| ------------------------------------------------------------- | -------------------------- | --------------------------------- |
| Ministerpräsident                                             | Antonín Švehla             | 9. Dezember 1925 – 18. März 1926  |
| Außenminister                                                 | Edvard Beneš               | 9. Dezember 1925 – 18. März 1926  |
| Innenminister                                                 | František Nosek            | 9. Dezember 1925 – 18. März 1926  |
| Finanzminister                                                | Karel Engliš               | 9. Dezember 1925 – 18. März 1926  |
| Minister für Bildung und Kultur                               | Otakar Srdínko             | 9. Dezember 1925 – 18. März 1926  |
| Verteidigungsminister                                         | Jiří Stříbrný              | 9. Dezember 1925 – 18. März 1926  |
| Justizminister                                                | Karel Viškovský            | 9. Dezember 1925 – 18. März 1926  |
| Minister für Industrie, Handel und Gewerbe                    | Jan Dvořáček               | 9. Dezember 1925 – 18. März 1926  |
| Minister für die Eisenbahnen                                  | Rudolf Bechyně             | 9. Dezember 1925 – 18. März 1926  |
| Minister für öffentliche Arbeiten                             | Rudolf Mlčoch              | 9. Dezember 1925 – 18. März 1926  |
| Landwirtschaftsminister                                       | Milan Hodža                | 9. Dezember 1925 – 18. März 1926  |
| Sozialminister                                                | Lev Winter                 | 9. Dezember 1925 – 18. März 1926  |
| Minister für Gesundheit und Sport                             | Alois Tučný                | 9. Dezember 1925 – 18. März 1926  |
| Minister für Post und Telegraphie                             | Jan Šrámek                 | 9. Dezember 1925 – 18. März 1926  |
| Minister für die Unifizierung von Gesetzgebung und Verwaltung | Lev Winter (kommissarisch) | 9. Dezember 1925 – 5. Januar 1926 |
| Minister für die Unifizierung von Gesetzgebung und Verwaltung | Ivan Dérer                 | 0005. Januar 1926 – 18. März 1926 |
| Minister für die Verwaltung der Slowakei                      | Josef Kállay               | 9. Dezember 1925 – 18. März 1926  |
| Minister für Ernährung                                        | Josef Dolanský             | 9. Dezember 1925 – 18. März 1926  |